# Sade Kahra
Sade Kahra (Botkyrka, 31 janvier 1974) est une photographe de double nationalité finlandaise et suédoise.